# Argyroglottis
Argyroglottis là một chi thực vật có hoa trong họ Cúc (Asteraceae).

## Loài
Chi Argyroglottis gồm các loài: